# Leopoldo Salcedo
Leopoldo Salcedo (Cavite, 13 de marzo de 1912-Pásig, 11 de junio de 1998), fue un actor filipino ganador de dos premios FAMAS gracias a la calidad de su gran especialidad: retratar a héroes dramáticos. Apodado como «El gran perfil», se decía que era la primera estrella kayumanggi (morenos), a diferencia de los actores mestizos de piel más clara de su generación.

## Biografía
Salcedo nació en Cavite. En su juventud había entrado en el seminario con aspiraciones hacia el sacerdocio, pero lo abandonó después de un año. En su lugar, en 1929 se unió a la compañía de vodevil de Lou Borromeo. En 1934 hizo sus primeras incursiones en el mundo del cine, teniendo el papel protagonista en la película del director José Nepomuceno Sawing Palad. Interpretó numerosos personajes protagonistas en la década de 1930, firmando un contrato con el recién formado estudio LVN. Entre sus personajes más destacados durante este periodo estaba el de Macario Sakay, en Sakay Lamberto Avellana en su primer debut en el cine (1939).
Tras las invasión japonesa de 1941 la producción cinematográfica se detuvo en Filipinas y regresó nuevamente Salcedo, periodo durante el cual estuvo trabajando en el Teatro Avenida, participando también en actividades de guerrilla. Debido a ello fue encarcelado y solo fue puesto en libertad tras la intercesión del gobierno de Benigno Aquino, Sr.
En 1961 ganó el premio al mejor actor de la Academia Filipina de Artes y Ciencias Cinematográficas (Famas) por The Moises Padilla Story.

## Filmografía

### Como actor
- 1934 - Sawing Palad
- 1936 - Ang Itinapon
- 1936 - Santong Diablo
- 1937 - Gamu-gamong Naging Lawin
- 1937 - Lihim na Ina
- 1937 - Umaraw sa Hatinggabi
- 1937 - Ang Kumpisalan at ang Batas
- 1937 - Magkapatid
- 1937 - Via Crucis
- 1937 - Sampaguitang Walang Bango
- 1938 - Ligaw na Bituin
- 1938 - Kalapating Puti
- 1938 - Dalagang Silangan
- 1938 - Biyaya ni Bathala
- 1939 - Anak ng Hinagpis
- 1939 - Walang Sugat
- 1939 - Ikaw ang Dahilan
- 1939 - Matamis na Kasinungalingan
- 1939 - Mabangong Bulaklak
- 1940 - Sakay
- 1940 - Libingang Bakal
- 1940 - Carinosa
- 1940 - Maginoong Takas
- 1940 - Dating Sumpaan
- 1940 - Nag-iisang Sangla
- 1940 - Aliitaptap
- 1942 - Huling Habilin
- 1941 - Hiyas ng Dagat
- 1941 - Rosalina
- 1941 - Villa Hermosa
- 1941 - Ararong Ginto
- 1941 - Ilang-Ilang
- 1942 - Caviteno
- 1942 - Prinsipe Tenoso
- 1943 - Tia Juana
- 1944 - Liwayway ng Kalayaan
- 1946 - Ginoong Patay-Gutom
- 1946 - Doon Po sa Amin
- 1946 - Fort Santiago
- 1946 - Dalawang Daigdig
- 1947 - Kaaway ng Bayan
- 1947 - Kamagong
- 1947 - Alias Sakim
- 1947 - Binatang Maynila
- 1947 - Ang Kamay ng Diyos
- 1947 - Hanggang Langit
- 1947 - Sa Ngiti mo Lamang
- 1947 - Tandang Sora
- 1947 - Ina
- 1948 - Kambal na Ligaya
- 1948 - Siete Dolores
- 1948 - Mga Busabos ng Palad
- 1948 - Sierra Madre
- 1948 - Hindi Kita Malimot
- 1949 - Ang Lumang Simbahan
- 1949 - Kayumanggi
- 1949 - El Diablo
- 1949 - Capas
- 1949 - Kuba sa Quiapo
- 1949 - Lupang Pangako
- 1949 - Haiskul
- 1950 - Florante at Laura
- 1950 - Hantik
- 1950 - Huramentado
- 1950 - Batong Buhay
- 1950 - Kundiman ng Luha
- 1950 - Tatlong Bagwis
- 1950 - Dalawang Bandila
- 1950 - The Spell
- 1950 - Tatlong Limbas
- 1951 - Higanti
- 1951 - Irog, Paalam
- 1951 - Bisig ng Manggagawa
- 1951 - Dugo ng Bataan
- 1951 - La Roca Trinidad
- 1951 - Tatlong patak ng Luha
- 1951 - Amor mio
- 1951 - Munting Paraiso
- 1951 - Ang Pugante
- 1952 - Neneng Ko
- 1953 - Pagsikat ng Araw
- 1953 - Highway 54
- 1953 - Kambal na Lihim
- 1953 - Walang Hanggan
- 1953 - Tampalasan
- 1953 - Makabuhay
- 1953 - Tinig ng Bayan
- 1954 - Parole
- 1954 - Pusong Ginto
- 1954 - Eskandalosa
- 1954 - Buntot Page
- 1954 - Brilyanteng Putik
- 1954 - Mr. Dupong
- 1954 - Multo sa Opera
- 1954 - At sa Wakas
- 1955 - Ito ang Aming Daigdig
- 1955 - Divisoria...Quiapo...
- 1955 - Magia Blanca
- 1956 - Saigon
- 1956 - Katawang Lupa
- 1956 - Montalan Brothers
- 1956 - Huling Mandirigma
- 1956 - The Treasure of Gen. Yamashita
- 1957 - Bicol Express
- 1957 - Familia Alvarado
- 1958 - Zorina
- 1958 - Mga Liham kay Tia Dely
- 1958 - Obra-Maestra
- 1958 - Matandang Tinale
- 1958 - 4 na Pulubi

### Como director
- 1948 - Sierra Madre
- 1949 - Kayumanggi
- 1953 - Tampalasan
- 1954 - Parole
- 1954 - Mr. Dupong